# Betriebsoptimum

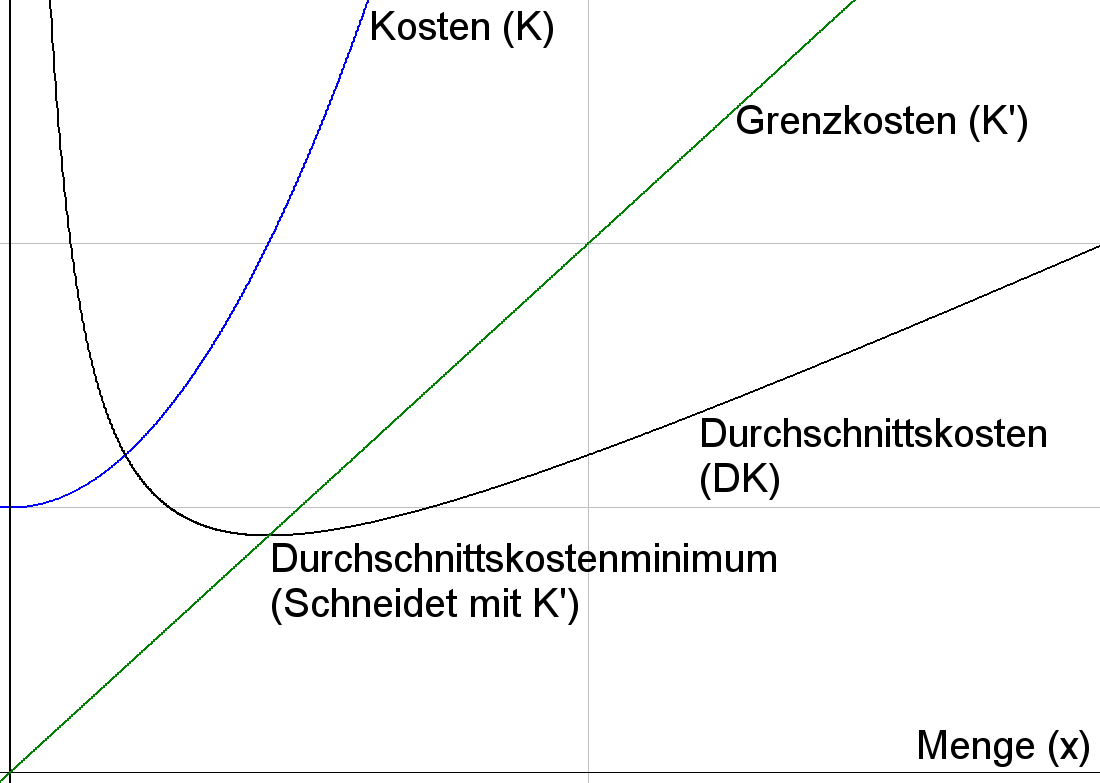
Betriebsoptimum als Minimum der Stückkostenfunktion

Das Betriebsoptimum ist in der Betriebswirtschaftslehre und Volkswirtschaftslehre eine betriebswirtschaftliche oder volkswirtschaftliche Kennzahl, die bestimmten Kostenarten die Umsatzerlöse gegenüberstellt. 

## Allgemeines
Den Umsatzerlösen (oder Ausbringung) werden entweder die Grenzkosten oder die Stückkosten gegenübergestellt und ergeben einen Marktpreis, der die Preisuntergrenze eines Unternehmens nicht unterschreiten darf. 
Der Begriff des Betriebsoptimums wurde von Eugen Schmalenbach 1927 geprägt und beschreibt einen Beschäftigungsgrad, an dem die Stückkosten ihr Minimum erreichen und der Betrieb den maximalen Gewinn erzielt. Allerdings ist der Begriff des Betriebsoptimums im Hinblick auf den Wortbestandteil „Optimum“ missverständlich, weil er volkswirtschaftlich zwar als optimal angesehen werden kann, jedoch betriebswirtschaftlich (für das einzelne Unternehmen) lediglich ein Minimum darstellt, und zwar konkret das Minimum der Grenzkosten. Konrad Mellerowicz bezeichnete das Betriebsoptimum als optimalen Kostenpunkt, wo das Kostenminimum erreicht wird. Genau genommen ist dies der „minimale Kostenpunkt“.

## Betriebswirtschaftslehre
Das Betriebsoptimum fällt hier mit der Gewinnschwelle oder der langfristigen Preisuntergrenze zusammen, liegt also im Schnittpunkt von Grenzkosten und Stückkosten. Ist der Marktpreis mit der langfristigen Preisuntergrenze identisch, kann gerade noch verlustfrei produziert werden. Im Betriebsoptimum erreicht das Verhältnis zwischen Gesamtkosten und der Ausbringung den günstigsten Wert. Das Minimum der Grenzkosten heißt Betriebsminimum, das Minimum der Durchschnittskosten – wo gleichzeitig die Grenzkostenkurve die Durchschnittskostenkurve schneidet – ist das Betriebsoptimum.

## Volkswirtschaftslehre
Das Betriebsoptimum liegt bei derjenigen Absatzmenge, bei der ein Produkt zu den geringstmöglichen Durchschnittskosten hergestellt werden kann. Es handelt sich um das Minimum der Durchschnittskosten. Sinkt der Marktpreis unter dieses Betriebsoptimum, werden die Gesamtkosten nicht mehr gedeckt, so dass das Betriebsoptimum die langfristige Preisuntergrenze anzeigt. Diese ist mit der betriebswirtschaftlichen Gewinnschwelle identisch, weil die Umsatzerlöse gerade die Gesamtkosten decken.

## Wirtschaftliche Aspekte
Zu unterscheiden ist mithin zwischen dem Betriebsminimum (kurzfristige Preisuntergrenze) und dem Betriebsoptimum (langfristige Preisuntergrenze). Im Betriebsoptimum sind Grenzkosten und Durchschnittskosten identisch, was Heinrich von Stackelberg 1932 als „Fundamentalsatz des Betriebsoptimums“ bezeichnete. Für das Betriebsoptimum gilt das Ertragsgesetz, nicht jedoch bei einem linearen Kostenverlauf. Das Minimum der langfristigen Stückkosten liegt dort, wo sie bei gegebenen Faktorpreisen und bei gegebenem Stand der Technik am niedrigsten sind, nämlich bei der optimalen Betriebsgröße. Während das Gewinnmaximum durch Mengenwettbewerb erreicht wird, kann das Betriebsoptimum durch Preiswettbewerb erreicht werden. Betriebsminimum und Betriebsoptimum stimmen theoretisch überein, wenn die Fixkosten mit einem Wert von „Null“ berücksichtigt werden.